# Yucheng (miasto)
Yucheng (chiń. 禹城; pinyin Yǔchéng) – miasto na prawach powiatu we wschodnich Chinach, w prowincji Szantung, w prefekturze miejskiej Dezhou. W 1999 roku liczba mieszkańców miasta wynosiła 495 387.